# Swiss Chalet
Swiss Chalet ist ein kanadisches Gastronomieunternehmen. Es wurde 1954 in Toronto gegründet und betreibt über 200 Familienrestaurants in Kanada und den Vereinigten Staaten. Es zählt zur Gruppe Cara Operations. 
In der Schweiz existieren einige Restaurants und Lodges gleichen Namens, die nicht zu dieser kanadischen Kette gehören. 